# Beekdaelen
Beekdaelen is een gemeente in de Nederlandse provincie Limburg. De gemeente is ontstaan op 1 januari 2019 door een fusie tussen de voormalige gemeenten Onderbanken, Nuth en Schinnen. De gemeente telt 35.896 inwoners en heeft een totale oppervlakte van 78,49 km², waarvan 78,30 km² land en 0,19 km² water (22 november 2024, Bron: CBS).

## Geschiedenis

### Herindelingsproces
- december 2015: De gemeenteraden van Onderbanken en Schinnen nemen een intentiebesluit ten aanzien van hun voornemen om een voorkeur tot herindeling uit te spreken; in mei 2016 sluit de gemeente Nuth zich bij dit besluit aan.
- 1 november 2016: De gemeenteraden van Onderbanken, Nuth en Schinnen (vanaf dan ONS) stellen het herindelingsontwerp en de datum van inwerkingtreding vast.
- februari 2017: de gemeenteraden van ONS stellen, na een periode waarin inwoners en andere belanghebbenden via een zienswijze bezwaar konden indienen, het herindelingsontwerp vast en sturen het naar de Gedeputeerde Staten van Limburg.
- maart 2017: De nieuwe naam wordt, na een referendum, vastgesteld.
- 28 maart 2017: De gemeenteraden van ONS stemmen in met het herindelingsadvies.
- april 2017: Gedeputeerde Staten stellen een zienswijze op die samen met het herindelingsadvies wordt doorgestuurd naar de minister van Binnenlandse Zaken en Koninkrijksrelaties. Deze neemt een definitief besluit over de herindeling, en legt dit voor aan de Eerste en Tweede Kamer der Staten-Generaal.
- 21 november 2018: Gemeenteraadsverkiezingen voor de nieuwe gemeente.
- 1 januari 2019: Start van de gemeente Beekdaelen.

### Naam
De naamgevingscommissie maakte een keuze uit 178 (waarvan 79 geldige suggesties) ingezonden namen voor de fusiegemeente. Inwoners van 12 jaar of ouder mochten kiezen uit: Beekdaelen, Beemdenrade en Bekenrade. Beekdaelen ontving ongeveer 75 % van de stemmen. Beekdaelen is voor de drie gemeenten kenmerkend en verbindend vanwege de aanwezige beekdalen en rivieren (Roode Beek en de Geleenbeek) die in het gebied stromen.

## Kernen
De gemeente bestaat uit de volgende kernen (tussen haakjes staat de voormalige gemeente waarvan de kern tot 2019 deel uitmaakte):
- Amstenrade (Schinnen)
- Bingelrade (Onderbanken)
- Doenrade (Schinnen)
- Hulsberg (Nuth)
- Jabeek (Onderbanken)

- Merkelbeek (Onderbanken)
- Nuth (Nuth)
- Oirsbeek (Schinnen)
- Puth (Schinnen)
- Schimmert (Nuth)

- Schinnen (Schinnen)
- Schinveld (Onderbanken)
- Sweikhuizen (Schinnen)
- Vaesrade (Nuth)
- Wijnandsrade (Nuth)

Inwoners (per 1 januari 2023):
Vaesrade heeft in 2021, 1.100 inwoners (inclusief het bijbehorende deel van Hommert) die hierboven bij Nuth worden meegeteld.

## Aangrenzende gemeenten
| Aangrenzende gemeenten | Aangrenzende gemeenten | Aangrenzende gemeenten | Aangrenzende gemeenten | Aangrenzende gemeenten |
| ---------------------- | ---------------------- | ---------------------- | ---------------------- | ---------------------- |
| Sittard-Geleen         |                        | Selfkant (D)           |                        | Teveren (D)            |
|                        |                        |                        |                        |                        |
| Beek                   | Brunssum               |                        |                        |                        |
| Meerssen               |                        |                        |                        |                        |
| Valkenburg aan de Geul |                        | Voerendaal             |                        | Heerlen                |

## Politiek

### Gemeenteraad
| Partij            | Percentage | Percentage | Zetels | Zetels |
|                   | 2018       | 2022       | 2018   | 2022   |
| ----------------- | ---------- | ---------- | ------ | ------ |
| Vernieuwingsgroep | 21,0%      | 25,6%      | 6      | 7      |
| Beekdaelen Lokaal | 19,0%      | 21,8%      | 5      | 6      |
| CDA               | 28,0%      | 20,3%      | 7      | 5      |
| GroenLinks        | 9,8%       | 11,6%      | 2      | 3      |
| VVD               | 10,8%      | 10,9%      | 3      | 2      |
| D66               | 4,9%       | 5,6%       | 1      | 1      |
| PVDA              | 5,0%       | 4,3%       | 1      | 1      |
| Opkomst           | 52,5%      | 52,5%      | 25     | 25     |

### Burgemeester en wethouders
Eric Geurts is sinds 22 augustus 2019 burgemeester van Beekdaelen. Na de verkiezingen van 2022 is een coalitie gevormd tussen Vernieuwingsgroep, Beekdaelen Lokaal en het CDA. Er zijn vier wethouders benoemd (twee van Vernieuwingsgroep, een van Beekdaelen Lokaal, een van CDA).

## Cultuur en religie
Binnen de nieuwe gemeente is een groot aantal culturele verenigingen actief. Zo heeft iedere kern een of meerdere harmonieën of fanfares, en hebben tien van vijftien kernen een schutterij.

### Parochiekerken
Elk kerkdorp heeft een parochie met een eigen parochiekerk, te weten:
- Onze-Lieve-Vrouw Onbevlekt Ontvangenkerk te Amstenrade
- Sint-Lambertuskerk te Bingelrade
- Sint-Jozefkerk te Doenrade
- Sint-Clemenskerk te Hulsberg
- Sint-Gertrudiskerk te Jabeek
- Sint-Clemenskerk te Merkelbeek
- Sint-Bavokerk te Nuth
- Sint-Lambertuskerk te Oirsbeek
- Sint-Petrus Canisiuskerk te Puth
- Sint-Remigiuskerk te Schimmert
- Sint-Dionysiuskerk te Schinnen
- Sint-Eligiuskerk te Schinveld
- Pius X-kerk te Schinveld
- Sint-Dionysius en Odiliakerk te Sweikhuizen
- Sint-Servatiuskerk te Vaesrade
- Sint-Stefanuskerk te Wijnandsrade

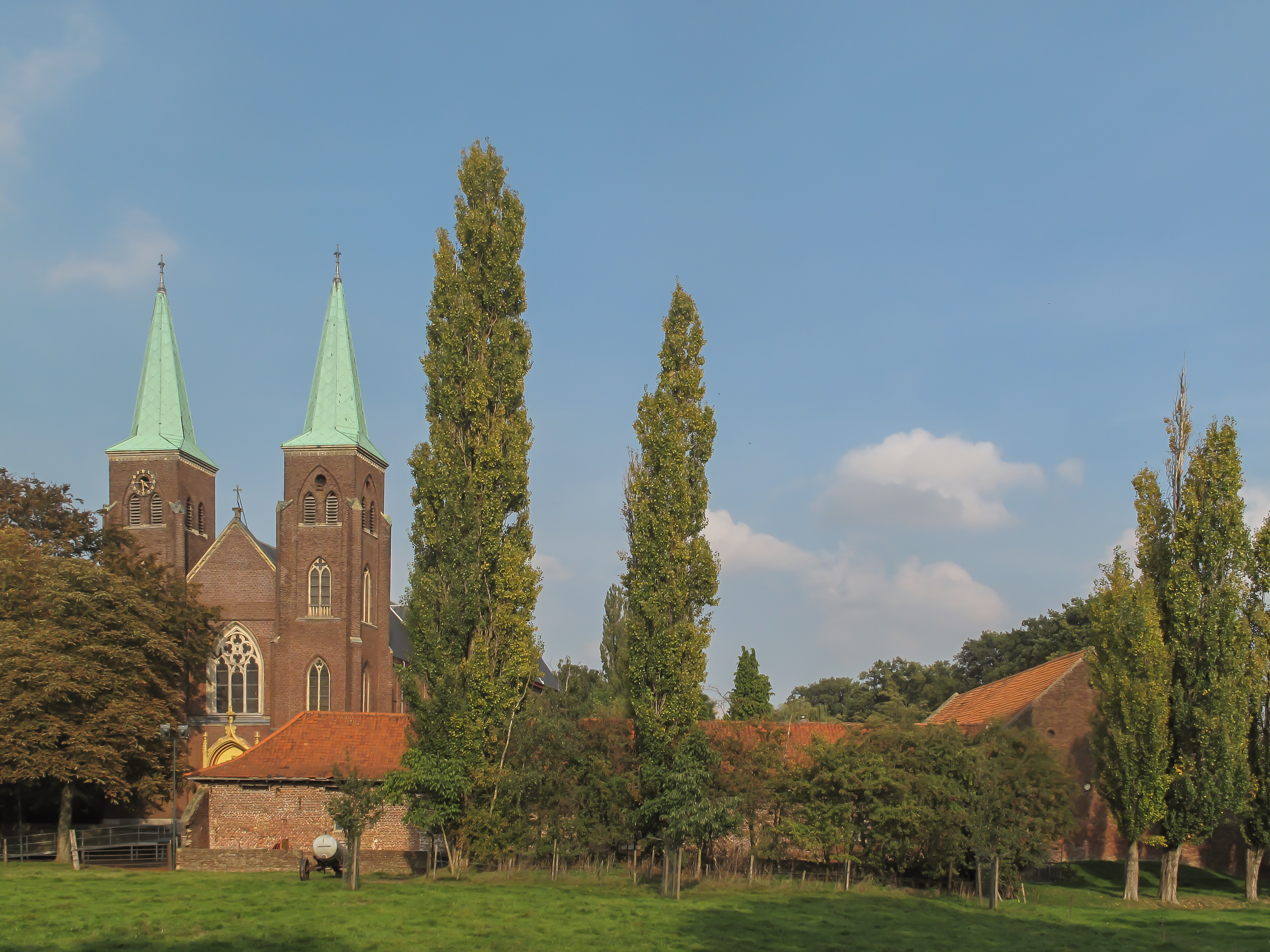
Amstenrade, kerk van Onze Lieve Vrouwe Onbevlekt Ontvangen
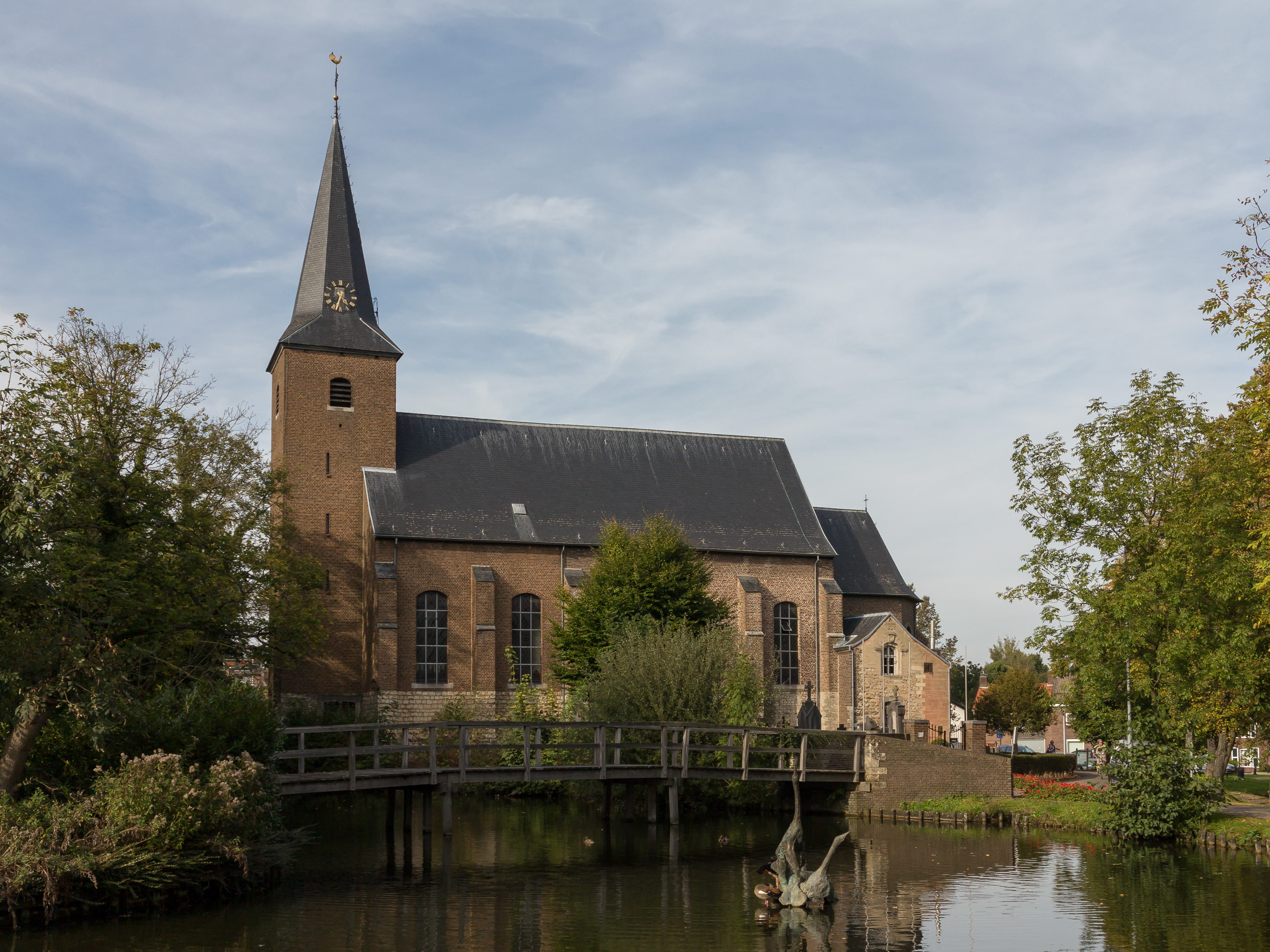
Wijnandsrade, de Sint-Stefanuskerk
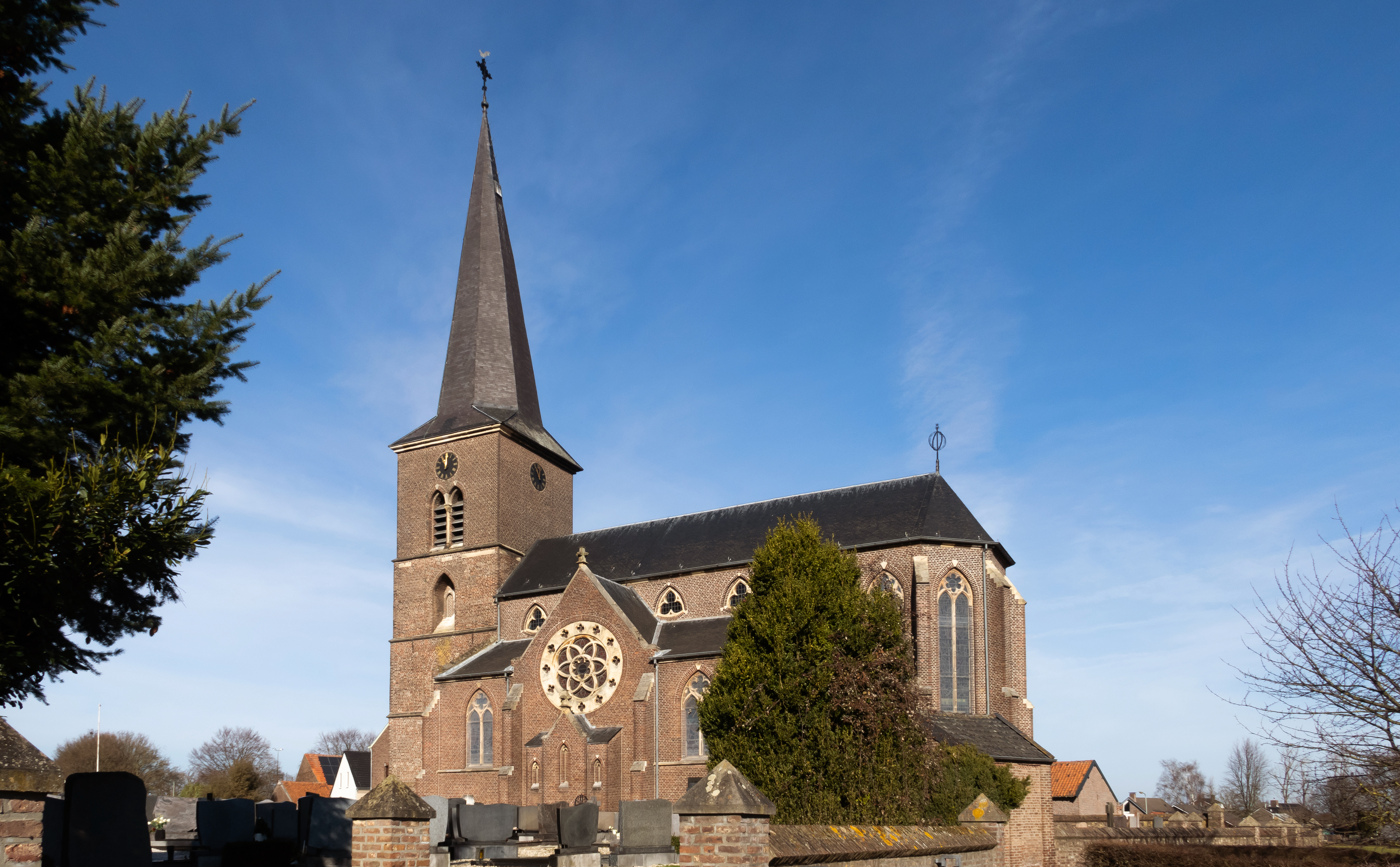
Jabeek, de Sint-Gertrudiskerk
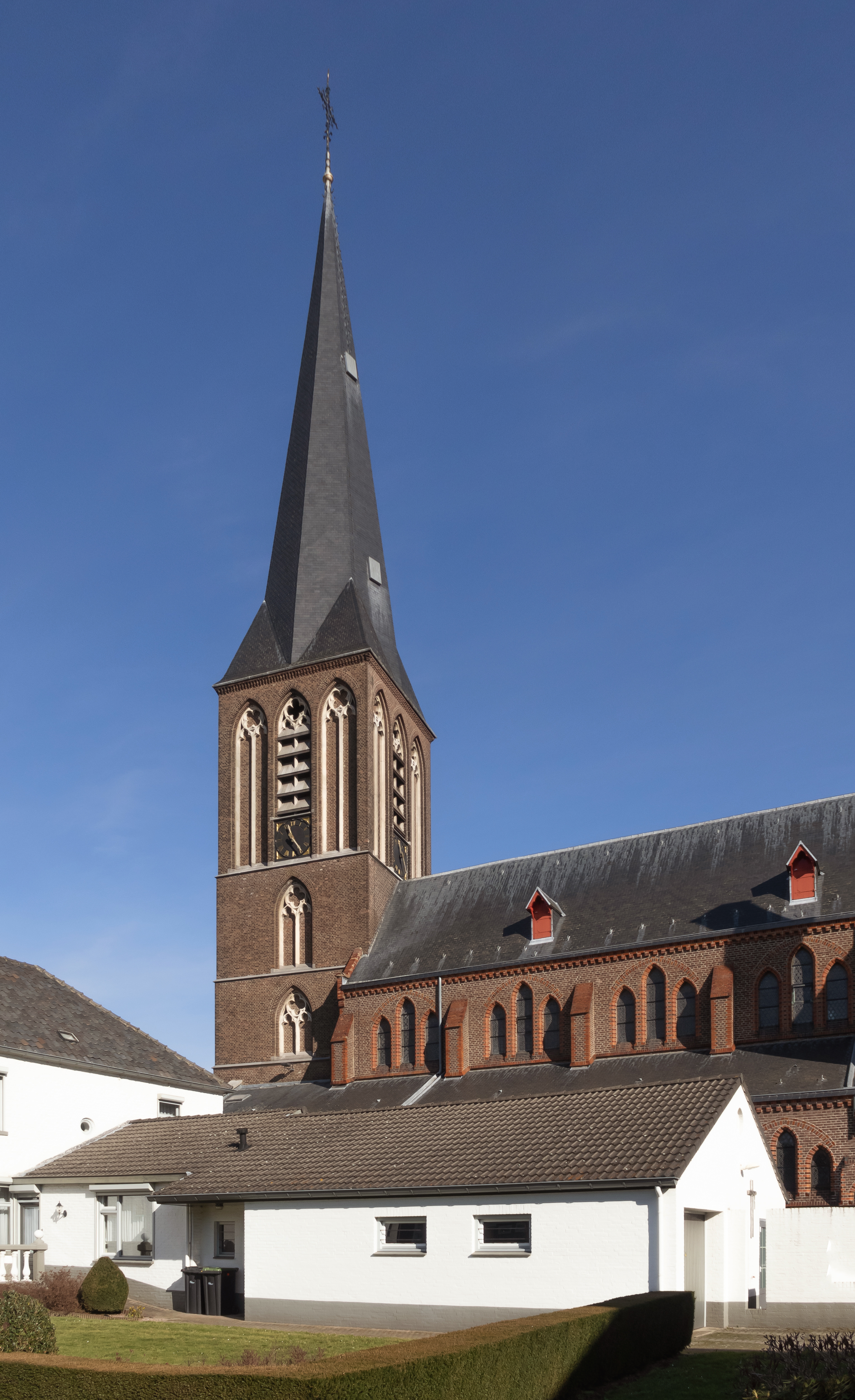
Schinveld, de Sint-Eligiuskerk

Verder bevindt zich in de gemeente een groot aantal wegkruisen en kapellen, zie: Lijst van weg- en veldkruisen in Beekdaelen. Tevens is er een aantal (voormalige) kloosters te vinden in de gemeente, zoals het Landgoed Aalbeek, het Klooster Ravensbosch en het klooster van de Zusters Regina Pacis, oblaten van de assumptie in Hulsberg.

### Monumenten
- Lijst van gemeentelijke monumenten in Beekdaelen
- Lijst van oorlogsmonumenten in Beekdaelen
- Lijst van rijksmonumenten in Beekdaelen

## Vervoer
De gemeente Beekdaelen is gelegen aan de autosnelwegen A76 en A79, terwijl ook de provinciale weg N298 (Valkenburg - Nuth - Heerlen) tussen Hulsberg en Nuth door de gemeente Beekdaelen voert. De gemeente kent ook twee treinstations, te weten Schinnen en Nuth, beide gelegen aan de spoorlijn Sittard - Herzogenrath. Arriva onderhoudt met de volgende buslijnen het busvervoer van en naar de vetgedrukte plaatsen in Beekdaelen:
- 3 Heerlen - Brunssum - Schinveld
- 28 Voerendaal - Retersbeek - Weustenrade - Brommelen - Swier - Wijnandsrade - Laar - Nuth
- 36 Sittard - Doenrade - Bingelrade - Jabeek - Schinveld - Brunssum
- 37 Sittard - Doenrade - Merkelbeek - Brunssum
- 40 Heerlen - Amstenrade - Oirsbeek - Doenrade - Sittard
- 52 Heerlen - Kunrade - Voerendaal - Klimmen - Hulsberg - Arensgenhout - Schimmert - Ulestraten - Meerssen
- 53 Hoensbroek - Schinnen - Puth - Geleen
- 54 Gulpen - Hulsberg - Arensgenhout - Schimmert - Geleen
- 56 Valkenburg - Hulsberg - Nuth - Hoensbroek - Brunssum

Verder verzorgt Arriva ook het schoolvervoer in en om de gemeente.
Dorpen: Aalbeek · Amstenrade · Arensgenhout · Bingelrade · Doenrade · Hulsberg · Jabeek · Merkelbeek · Nuth · Oirsbeek · Puth · Schimmert · Schinnen · Schinveld · Sweikhuizen · Vaesrade · Wijnandsrade

Buurtschappen en gehuchten: Bovenste Puth · Brand · Breinder · Brommelen · Daniken (deels) · Douvergenhout · Etzenrade · Gracht · Grijzegrubben · Haasdal · Hegge · Heisterbrug · Helle · Hellebroek · Hommert · Hunnecum · Kamp · Kathagen · Klein-Doenrade · Kleingenhout · Kling · Kruis · Laar · Leeuw · Nagelbeek · Nierhoven · Oensel · Onderste Puth · Op de Bies · Op den Hering · Oppeven · Reuken · Swier · Terstraten · Tervoorst · Thull · Viel · Vink · Wintraak · Wissengracht · Wolfhagen

Limburg: Steden en dorpen      Nederland: Provincies · Gemeenten
Beek · Beekdaelen · Beesel · Bergen · Brunssum · Echt-Susteren · Eijsden-Margraten · Gennep · Gulpen-Wittem · Heerlen · Horst aan de Maas · Kerkrade · Landgraaf · Leudal · Maasgouw · Maastricht · Meerssen · Mook en Middelaar · Nederweert · Peel en Maas · Roerdalen · Roermond · Simpelveld · Sittard-Geleen · Stein · Vaals · Valkenburg aan de Geul · Venlo · Venray · Voerendaal · Weert

Steden en dorpen · Voormalige gemeenten · Nederland: Provincies · Gemeenten